# جون سافيل
جون سافيل (بالإنجليزية: John Saville) (ولد باسم أورستيس ستاماتوبولوس في 2 أبريل 1916 – وتوفي في 13 يونيو 2009) كان مؤرخًا ماركسيًا بريطانيًا من أصل يوناني، وأحد أبرز الباحثين في تاريخ الطبقة العاملة في بريطانيا خلال النصف الثاني من القرن العشرين.

## الحياة الأكاديمية
ارتبط سافيل لفترة طويلة بـ جامعة هل، حيث عمل فيها أستاذًا وأنتج الكثير من أعماله البحثية. برز كمؤرخ له توجه ماركسي، وشارك في العديد من المشاريع الفكرية التي تناولت التاريخ الاجتماعي والاقتصادي لبريطانيا.

## أعماله
يُعرف جون سافيل بمساهماته في كتابة وتحرير عدة مجلدات من قاموس السيرة الذاتية للعمال (Dictionary of Labour Biography)، وهو عمل توثيقي ضخم شارك فيه بالتعاون مع مؤرخين آخرين، وكان له تأثير مهم في توثيق الشخصيات التي أسهمت في الحركة العمالية البريطانية.
كما ألّف العديد من الكتب والمقالات التي تناولت التاريخ السياسي والاجتماعي البريطاني من منظور نقدي وتحليلي، وركز فيها على الحركات الشعبية والعمالية، والتغيرات الاقتصادية وتأثيراتها على الطبقات الاجتماعية.

## التأثير والإرث
كان سافيل شخصية مؤثرة في الأوساط الأكاديمية اليسارية البريطانية، وترك إرثًا علميًا كبيرًا في مجال التأريخ الاجتماعي، خاصة في ما يتعلق بالحركة العمالية والنقابية. ساهمت كتاباته في إعادة تقييم أدوار الطبقة العاملة في التاريخ البريطاني الحديث.

## الوفاة
توفي جون سافيل في 13 يونيو 2009 عن عمر ناهز 93 عامًا، بعد حياة حافلة بالبحث والتعليم والمشاركة الفكرية.